# Fannia collini
Fannia collini är en tvåvingeart som beskrevs av Assis-fonseca 1966. Fannia collini ingår i släktet Fannia och familjen takdansflugor. Inga underarter finns listade i Catalogue of Life.